# Krajevna skupnost Veliko Ubeljsko
Krajevna skupnost Veliko Ubeljsko je krajevna skupnost občine Postojne, ki jo tvorijo vasi:
- Veliko Ubeljsko
- Malo Ubeljsko
- Strane
- Brezje pod Nanosom

Predsednik krajevne skupnosti je Stegel Boštjan.